# 山田真歩
山田 真歩（やまだ まほ、1981年9月29日 - ）は、日本の女優。東京都出身。明星大学教育学部卒業。ユマニテ所属。

## 来歴・人物
ともに教師である両親のもとに誕生、自らも教師の道を進むべく明星大学教育学部へ進学し、教育学を専攻する。隣接する中央大学の演劇サークル「中央大学第二演劇研究会」に入会しケラリーノ・サンドロヴィッチ作・演出の舞台『青十字』に出演するなどして演劇の虜となる。就職活動を控えた大学3年時にドイツで1か月生活して自分を見つめ直し、一番好きなことをやりたいと大学卒業後は就職せず、演劇を基礎から学ぶため劇団東京乾電池の養成所に研究生として入所。しかしアルバイト生活に不安を覚え、1年ほどで養成所を辞めて小さな出版社へ就職する。
出版の仕事に演劇ほどのめり込めないと感じていた矢先の2009年、大学の演劇サークルの仲間から「自主映画を撮るので出てほしい」と誘われ、ゴールデンウイークの5日間を利用して映画『人の善意を骨の髄まで吸い尽くす女』（加藤行宏監督）に出演し、映画デビューを果たす。同作を観た入江悠監督により、2010年公開の映画『SR サイタマノラッパー2 女子ラッパー☆傷だらけのライム』の主人公アユム役に抜擢される。同年末よりユマニテに所属する。
また、短編アニメーション『機械人間、11号。』（2007年）では主人公の声優としても参加（第3回札幌国際短編映画祭最優秀国内作品賞受賞、第12回水戸短編映画祭準グランプリ受賞他）。
2014年にNHK連続テレビ小説『花子とアン』に出演し、ヒロインと同期の女流小説家・宇田川満代役を演じて注目を集める。2015年公開の主演映画『アレノ』（越川道夫監督）では自身初となる激しい濡れ場を演じる。同作での演技により、第30回高崎映画祭最優秀主演女優賞を受賞する。
イラストや4コマ漫画なども執筆する。特技は日本舞踊。
私生活では、『花子とアン』の撮影中だった2014年春に、30代の一般男性と結婚した。

## 出演

### 映画
- SR サイタマノラッパー2 女子ラッパー☆傷だらけのライム（2010年6月26日、ティ・ジョイ） - 主演・アユム 役
- 人の善意を骨の髄まで吸い尽くす女（2011年4月9日、コペンハーゲンシアター） - 主演・ヤマダ マホ 役[4][注 2]
- モテキ（2011年9月23日、東宝） - 彩海 役
- アフロ田中（2012年2月18日、ショウゲート） - 二階堂麗子 役
- レンタネコ（2012年5月12日、スールキートス） - 吉川恵 役
- 愛と誠（2012年6月16日、角川映画 / 東映） - キナコ 役
- かぞくのくに（2012年8月4日、スターサンズ）
- おだやかな日常（2012年12月22日、和エンタテインメント） - 美加 役
- 自分の事ばかりで情けなくなるよ（2013年10月26日、SPOTTED PRODUCTIONS） - ミエ 役
- 風俗行ったら人生変わったwww（2013年11月9日、セディックインターナショナル / 電通） - 佐良田 役
- ばしゃ馬さんとビッグマウス（2013年11月2日、東映） - マツモトキヨコ 役
- 楽隊のうさぎ（2013年12月14日、太秦 / シネマ・シンジケート） - うさぎ 役
- 福福荘の福ちゃん（2014年11月8日、ファントム・フィルム、監督・脚本：藤田容介） - 笠原克子 役
- アレノ（2015年11月21日、スローラーナー） - 主演・内田淳子 役[11]
- ヒメアノ〜ル（2016年5月28日、日活） - 久美子 役
- だれかの木琴（2016年9月10日、キノフィルムズ、東陽一監督）
- 永い言い訳（2016年10月16日、アスミック・エース） - 鏑木 役 [12]
- アズミ・ハルコは行方不明（2016年12月3日、ファントム・フィルム） - 吉澤ひろ子 役[13]
- 次男と次女の物語（2016年、深津智男監督）
- 島々清しゃ（2017年1月21日、東京テアトル） - 花島さんご 役
- なりゆきな魂、（2017年1月28日、ワイズ出版 - 瀬々敬久監督） - 有希 役[14][15]
- ポエトリーエンジェル（2017年5月20日、アークエンタテインメント） - 板屋智恵子 役
- ひかりのたび（2017年9月16日、太秦） - 梶本道子 役
- 8年越しの花嫁 奇跡の実話（2017年12月16日、松竹）
- 二十六夜待ち（2017年12月23日、フルモテルモ）
- 愛の病（2018年1月6日、AMGエンタテインメント） - 香澄 役
- ピンカートンに会いにいく（2018年1月20日、松竹ブロードキャスティング/アーク・フィルムズ ）
- 富美子の足（2018年2月10日、TBSサービス）
- 君が君で君だ（2018年7月7日、ティ・ジョイ）
- 菊とギロチン（2018年7月7日、トランスフォーマー） - 小桜はる 役
- 夕陽のあと（2018年11月8日、コピアポア・フィルム） - 日野五月 役
- 体操しようよ（2018年11月9日、東急レクリエーション） - 遠藤秋枝 役
- Bの戦場（2019年3月15日、KATSU-do）
- WE ARE LITTLE ZOMBIES（2019年6月14日、日活）
- 架空OL日記（2020年2月28日、ポニーキャニオン / 読売テレビ） - 酒木法子 役
- 私をくいとめて（2020年12月18日、日活）
- すばらしき世界（2021年2月11日、ワーナー・ブラザース） - 運転免許試験場の女性警察官 役
- 明日の食卓（2021年5月28日、KADOKAWA / WOWOW） - 西山加奈 役[16]
- 聖地X（2021年11月19日、ギャガ、朝日新聞社） - 京子 役
- あなたの番です 劇場版（2021年12月20日、東宝） - 木下あかね 役
- バスカヴィル家の犬 シャーロック劇場版（2022年6月17日、東宝） - 小暮クミコ 役[17]
- 最後まで行く（2023年5月19日、東宝）[18]
- 正欲（2023年11月10日、ビターズ・エンド） - 寺井由美 役[19]
- 風よ あらしよ 劇場版（2024年2月9日、太秦） - 堀保子 役[20]
- ぼくのお日さま（2024年9月13日、東京テアトル）[21][22]
- Cloud クラウド（2024年9月27日、東京テアトル / 日活） - 殿山千鶴 役[23]
- 事故物件ゾク 恐い間取り（2025年7月25日、松竹） - 神室 役[24]
- 金髪（2025年11月21日公開予定、クロックワークス） - 中本 役[25]

#### 短編映画
- 機械人間、11号。（2007年、監督：加藤行宏、23分作品）
主人公の吹き替え声優として参加。
- 善人（2011年、監督：加藤行宏、23分作品）
出演ではなく小道具スタッフとして参加。
- 恋はパレードのように（2012年）[26]
- UTAGE（2012年、ndjc）[27]
- あたしの窓（2012年） - 主演[28][注 3]
- 回転式（2017年、松村慎也監督）
- MIRRORLIAR FILMS Season4『シルマシ』（2022年、監督：福永壮志）[29][30]

### テレビドラマ
- おまえなしでは生きていけない〜猫を愛した芸術家の物語〜「第3回 向田邦子 ボクだけが見た彼女の涙」（2011年6月29日、NHK BSプレミアム） - 向田和子 役
- 勇者ヨシヒコと魔王の城 第10話（2011年9月9日、テレビ東京） - ニセ貧乏親子（親） 役
- 専業主婦探偵〜私はシャドウ 第1話（2011年10月21日、TBS） - 鈴木 役
- 開拓者たち 第2話（2012年1月8日、NHK BSプレミアム）
- 好好!キョンシーガール〜東京電視台戦記〜（2012年10月 - 12月、テレビ東京） - 権田紅葉 役
- レジデント〜5人の研修医（2012年10月 - 12月、TBS） - 千葉洋子 役
- ペコロスの母に会いに行く（2013年2月17日、NHK BSプレミアム）
- 書店員ミチルの身の上話 最終話（2013年3月12日、NHK） - 梅沢静江 役
- 救命病棟24時 第5シリーズ（2013年7月 - 9月、フジテレビ） - 中澤千秋 役
- ハクバノ王子サマ 純愛適齢期（2013年10月 - 12月、読売テレビ・日本テレビ） - 森秀美 役
- 変身インタビュアーの憂鬱（2013年10月 - 12月、TBS） - 今村のえ 役
- 連続テレビ小説（NHK）
  - 花子とアン 第8週 - 最終週（2014年5月24日 - 9月27日） - 宇田川満代 役
    - スピンオフスペシャル 朝市の嫁さん（2014年10月18日、NHK BSプレミアム）

  - 半分、青い。（2018年4月 - 9月、NHK） - 西園寺麗子 役[31]
- リバースエッジ 大川端探偵社 第11話（2014年6月28日、テレビ東京） - メガネの女 役
- すべてがFになる 第5話 - 第6話（2014年11月18日 - 25日、フジテレビ） - 島田文子 役
- Dr.倫太郎 第6話（2015年5月20日、日本テレビ） - 星野好美 役
- コウノドリ 第2話 - 第3話（2015年10月23日 - 30日、TBS） - 木村法子 役
- 神奈川県厚木市 ランドリー茅ヶ崎 (2016年3月、MBS・TBS)  - 石橋栞 役
- 遺産相続弁護士 柿崎真一 第2話（2016年7月14日、読売テレビ・日本テレビ） - 堀田愛子 役
- 家売るオンナ 第5話（2016年8月10日、日本テレビ） - 草壁歩子 役
- 吉祥寺だけが住みたい街ですか? 第1話（2016年10月14日、テレビ東京） - 藤井さとみ 役
- 獄門島（2016年11月19日、NHK BSプレミアム） - お志保 役
- シリーズ・横溝正史短編集 金田一耕助登場！『黒蘭姫』（2016年11月24日、NHK BSプレミアム） - 磯野アキ 役
- 架空OL日記（2017年4月14日 - 6月16日、読売テレビ） - 酒木法子 役
- あなたのことはそれほど 第4話（2017年5月9日、TBS） - 佐藤美由紀 役
- トットちゃん!（2017年10月 - 12月、テレビ朝日） - 向田邦子 役
- オトナ高校 (2017年10月14日 - 12月9日、テレビ朝日) - 斑益美 役[32]
- まかない荘2（2017年10月 - 12月、メ〜テレ） - 初森裕子 役
- 探偵が早すぎる 第2話（2018年7月26日、読売テレビ） - 加藤 役
- あなたの番です（2019年4月 - 9月、日本テレビ） - 木下あかね 役
  - 劇場版公開記念!「あなたの番です」完全新撮スペシャル!（2021年12月10日、日本テレビ） - 木下あかね 役
- 小野田さんと雪男を探した男 ～鈴木紀夫の冒険と死～（2018年、NHK BSプレミアム）
- 疑惑（2019年2月3日、テレビ朝日） - 小坂直美 役
- ポイズンドーター・ホーリーマザー 第4話（2019年7月27日、WOWOW）
- シャーロック（2019年10月7日 - 12月16日、フジテレビ） - 小暮クミコ 役
- 少年寅次郎（2019年10月16日 - 11月13日、BS4K / 10月19日 - 11月16日、NHK総合） - お菊 役
- アライブ がん専門医のカルテ 第9話（2020年3月5日、フジテレビ） - 小山内静 役[33]
- 40万キロかなたの恋（2020年7月25日（24日深夜） - 8月15日（14日深夜）、テレビ東京） - 仁科香織 役[34]
- ナイルパーチの女子会（2021年1月30日 - 3月20日、BSテレ東） - 丸尾翔子 役[35]
- 珈琲いかがでしょう 第4話（2021年4月26日、テレビ東京） - ゴンザの妻 役[36]
- 半径5メートル（2021年4月30日 - 6月25日 、NHK） - 藤川ますみ 役
- ムチャブリ！わたしが社長になるなんて（2022年1月12日 - 3月16日、日本テレビ） - 深山和湖 役[37][38]
- 特集ドラマ「風よ あらしよ」（2022年3月31日、NHK、NHK BS8K / 2022年秋、BSプレミアム・BS4K） - 堀保子 役
- 魔法のリノベ 第3話（2022年8月1日、関西テレビ・フジテレビ） - 武田 役
- 警視庁強行犯係 樋口顕 Season2 第7話（2022年8月26日、テレビ東京） - 松浦久美子 役[39]
- ワタシってサバサバしてるから（2023年1月9日 - 2月9日、NHK総合） - スナックのママ 役
- ブラッシュアップライフ 第7話 - 第9話（2023年2月19日 - 3月5日、日本テレビ）- 鶴野多江 役[40]
- 隣の男はよく食べる（2023年4月13日 - 6月29日、テレビ東京 他） - 町田桜 役[41]
- 家族だから愛したんじゃなくて、愛したのが家族だった（2023年5月14日 - 、NHK BSプレミアム・NHK BS4K） - 末永繭 役[42]
- やさしい猫（2023年6月24日 - 7月29日、NHK総合） - 江藤麻衣子 役[43]
- 大河ドラマ どうする家康 第34回 -（2023年9月3日 - 、NHK） - 旭 役[44]
- 高速を降りたら（2024年3月19日、NHK総合・NHK BSプレミアム4K） - 栞 役[45]
- 花咲舞が黙ってない 第3シリーズ 第1話（2024年4月13日、日本テレビ） - 大沢あゆみ 役[46]
- 御上先生 第3話・第9話（2025年2月2日・3月16日、TBS） - 次元珠代 役
- ホットスポット 第9話・最終話（2025年3月9日・16日、日本テレビ） - 武田直美 役
- 藤子・F・不二雄 SF短編ドラマ シーズン3「タイムマシンを作ろう」（2025年3月25日、NHK BSプレミアム4K）[47]
- 雨上がりの僕らについて（2025年7月3日 - 、テレビ東京） - 金森彩 役[48]

### 配信ドラマ
- 午前3時の無法地帯（2013年3月20日 - 、BeeTV）
- 24時間女優〜待つ女〜《第2回 波瑠x今泉力哉》 （2013年11月8日 - 、ひかりTV）
- 日本をゆっくり走ってみたよ　～あの娘のために日本一周～（2017年 - 2018年、Amazonプライム・ビデオ） - 昌江 役
- ヒヤマケンタロウの妊娠（2022年4月21日 - 、Netflix）[49]
- 憑きそい（2023年7月28日 - 、FOD） - 主演・山川めぐみ 役[50]

### バラエティ番組
- 鶴瓶のスジナシ!（2013年10月30日、CBCテレビ）
- 情報ライブ ミヤネ屋（2013年11月20日、読売テレビ） - 愛のスパルタ料理塾
- 100分de名著（2014年10月1日 - 10月22日、NHK Eテレ） - 清少納言 役

### 舞台
- KERA・MAP #002『青十字』（2003年、三鷹市芸術文化センター星のホール） - ノリカ役
- 1年山下学級『舞台版・中学生日記』（2011年、中野 ザ・ポケット）
- 青山円劇カウンシル#5『リリオム』（2012年5月、青山円形劇場）
- ペンギンプルペイルパイルズ『靴』（2014年10月、ザ・スズナリ）
- Bunkamura/こまつ座『漂流劇 ひょっこりひょうたん島』（2015年12月15日 - 28日、2016年2月3日 - 11日、シアターコクーン） - プリン 役
- 東葛スポーツ『東京オリンピック』（2017年2月2日 - 5日、3331 Arts Chiyoda ギャラリーB） 主演
- CCCreation『沈丁花 ―ジンチョウゲー』（2022年12月、KAAT神奈川芸術劇場）
- Bunkamura『ガラパコスパコス ～進化してんのかしてないのか～』（2023年9月、世田谷パブリックシアター）
- CCCreation『女中たち（英語版）』（2024年9月20日 - 23日、銕仙会能楽研修所）[51]

### ドキュメンタリー・教養
- 100分de名著「枕草子」（2014年、NHK）、清少納言 役
- 蛭子能収さんのお絵かき散歩（2023年、NHK）、ナレーション

### CM
- 外為オンライン WEB限定「帽子」篇 バックストーリー（2011年）
- サントリー 角瓶 「オムレツ」篇（2011年）
- ホクト「あいあいあがさのふたり」篇（2012年）
- ユーキャン「会社員 AFTER」篇（2013年）
- こくみん共済 coop（2019年）

### ラジオドラマ
- FMシアター（NHK-FM）
  - 伝説のデスロード（2012年7月7日）
  - 春来る鬼（2015年6月27日）
  - 命売ります（2016年6月11日）
  - 『オアシス』（2025年4月26日） - 本山周子 役[52]

### ミュージックビデオ
- ほぼ日P「家に帰ると妻が必ず死んだふりをしています。」（2012年）
- クリープハイプ「社会の窓」、及びドキュメンタリー・ショート・ムービー「あたしの窓」（2013年）
- GRAPEVINE「どあほう」（2025年）[53]

### イベント
- 朗読劇「カレンダー ～川上弘美の短編をあそぶ～」（2017年3月2日・3日、北鎌倉・喫茶ミンカ）
- トークイベント「山田真歩×磯田健一郎トーク　映画と本について話そう」（2017年3月25日、千駄木・古書ほうろう）